# Проворный кролик

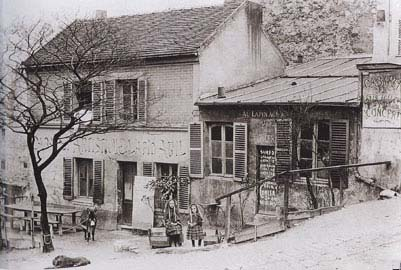
Le Lapin Agile в конце XIX века

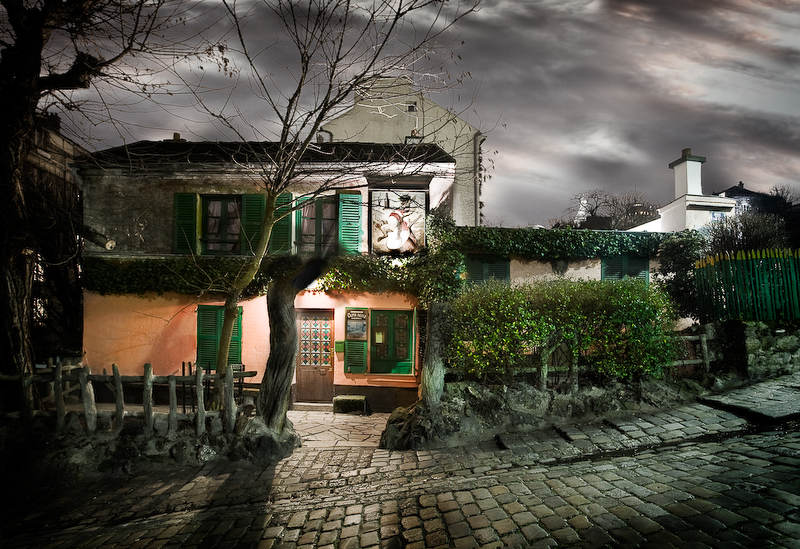
Le Lapin Agile, 2007

«Проворный кролик» (фр. Le Lapin Agile) — традиционное парижское кабаре на холме Монмартр (18-й муниципальный округ), в котором с XIX века начинающие поэты декламируют стихи собственного сочинения или исполняют песни.
На месте кабаре ранее находилась деревенская забегаловка, которая неоднократно меняла свои названия. Сначала она была известна как «Встреча воров», затем, названная по настенным изображениям серийных убийц, — «Кабаре убийц».
В 1880 хозяин кабаре заказал Андре Жилю новую вывеску, копия которой до сих пор украшает стену кабаре (оригинал находится в Музее Монмартра). Вывеска указывает на непереводимую игру слов: на ней изображён кролик (lapin), который проворно (agile) выскакивает из кастрюли повара, однако название можно также интерпретировать как «кролик Жиля» (lapin à Gill). Так кабаре и получило название «Проворный кролик».

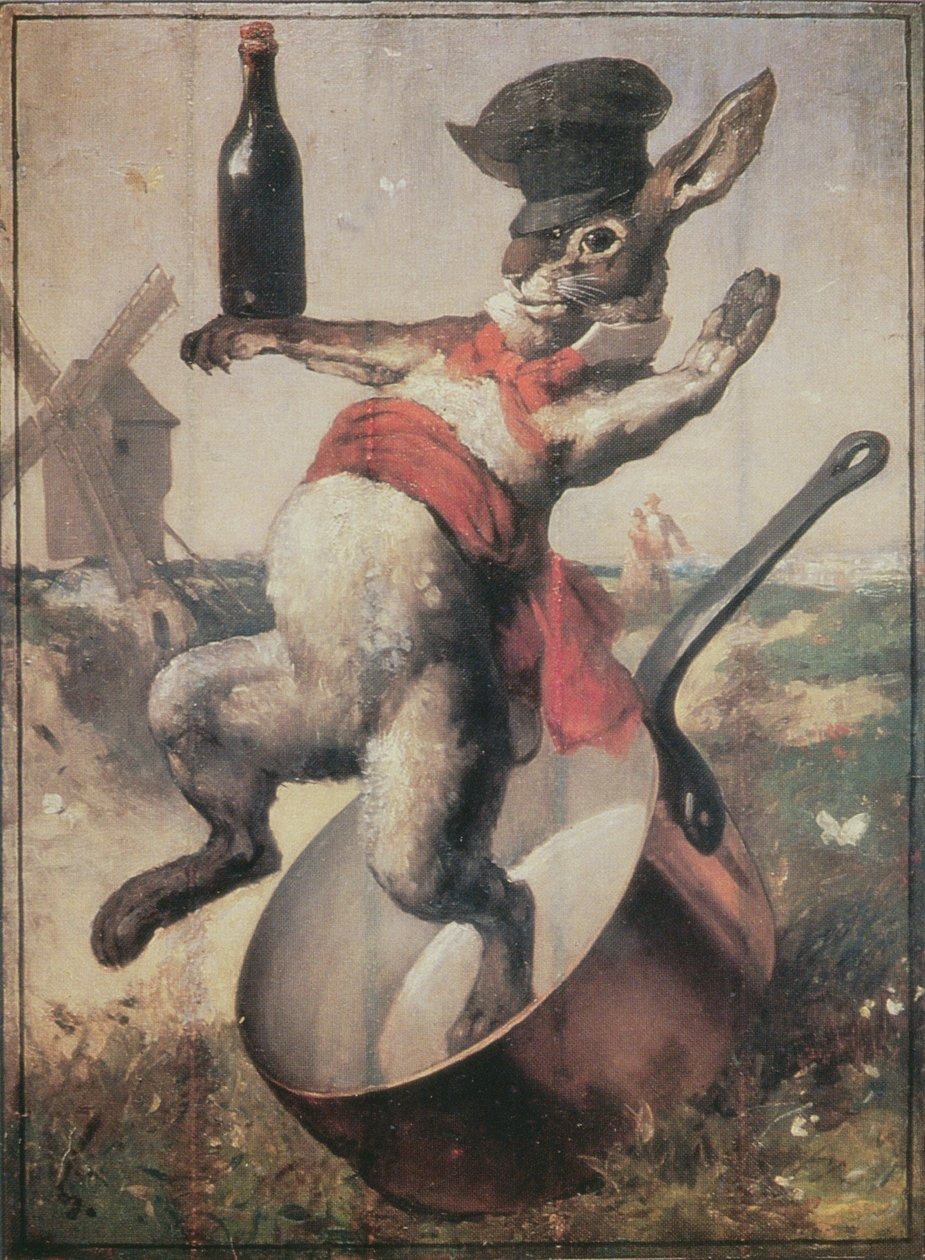
«Проворный кролик» Андре Жиля

В начале XX века «Проворный кролик» был куплен известным парижским шансонье Аристидом Брюаном и Фредериком Жераром и сразу стал излюбленным местом встречи богемы. В те дни Монмартр был убежищем молодых и бедных художников, тогда ещё никому не известных. Рядом с кабаре находится общежитие Бато-Лавуар, «Корабль-прачечная», где писали свои полотна Пикассо, Тулуз-Лотрек и прочие художники Парижской школы. У ворот «Проворного кролика» часто выставляли котёл с супом, чтобы обитатели Корабля-прачечной не умерли с голоду.
Кроме Пикассо и Тулуза-Лотрека постоянными посетителями «Кролика» были поэты и писатели Поль Верлен, Макс Жакоб, Франсис Карко, Гийом Аполлинер, Жан Риктюс; художники, графики и иллюстраторы Ренуар, Утрилло, Модильяни, и другие деятели искусства.
В 1993 году американский комедиант, актёр и продюсер Стив Мартин написал успешную пьесу «Пикассо в „Проворном кролике“», поставленную на Бродвее. Это была комедия о вымышленной встрече Пикассо и Эйнштейна.
«Проворный кролик» открыт по сей день. Там собираются многочисленные туристы, дружно подпевающие выступающим артистам.

## В искусстве
«Проворный кролик» — картина испанского и французского художника Пабло Пикассо, написанная маслом на холсте в 1905 году и украшавшая интерьер кабаре. В 1912 году была продана. В настоящее время находится в Метрополитен-музее.

## Транспорт
Метро: линия 12, станция Lamarck — Caulaincourt